# İskender Pala
İskender Pala (Uşak, 1958. június 8. –) török irodalomprofesszor, író, újságíró, a diván-költészet elismert szakértője. Történelmi és romantikus regényein túl számos általános és középiskolai török irodalom-tankönyv, valamint irodalmi enciklopédiák szerzője és a Zaman napilap rovatvezetője.

## Élete és pályafutása
1975-ben érettségizett, majd az Isztambuli Egyetem török irodalom szakán végzett 1979-ben. 1998-ban az Isztambuli Egyetem professzora lett, szakterülete a diván-költészet. 1982-ben a török haditengerészetnél kezdett el szolgálni, ahonnan 1997-ben vallásos nézetei miatt elbocsátották. Szerkesztő-műsorvezetőként is dolgozott a TRT televízió Şairane illetve Divançe című műsoraiban.

## Válogatott művei
- Divan Edebiyatı (1992)
- Ah mine'l-Aşk (1999)
- Babilde Ölüm İstanbulda Aşk (2004)
- Leyla İle Mecnun (2004)
- Kitâb-ı Aşk (2005)
- Şah ve Sultan (2010)
- Ansiklopedik Divan Şiiri Sözlüğü (2011)

## Magyarul
- Halál Babilonban, szerelem Isztambulban; ford. Tasnádi Edit; Európa, Bp., 2007
- A bánat cseppje. Isztambuli tulipán; ford. Nagy Marietta, Sipos Kata; Tericum, Bp., 2018